# Klosterforst
Ein Klosterforst oder Klosterwald ist ein Wald, der zu einem Kloster gehört. Im Mittelalter besaßen viele Klöster ausgedehnte Waldungen, die beispielsweise der Versorgung der Mönche mit Holz und Fleisch dienten. Oft gingen diese Wälder bereits mit Gründung des Klosters als landesherrliche Stiftung in deren Besitz über, manchmal wurden die Wälder auch erst später durch Kauf oder Schenkung erworben.
Im Zuge der Deutschen Ostkolonisation und des Mittelalterlichen Landesausbaus war ein Kloster oft Ausgangspunkt der Besiedlung bisher noch unbesiedelter Waldgebiete, sodass es dann auch oft über entsprechend große Waldungen verfügte.
Beispiele für einen ehemaligen Klosterforst sind
- der Paulinzellaer Forst des Klosters Paulinzella im zentralen Thüringen
- der Zellwald des Klosters Altzella nahe Freiberg (Sachsen)
- der Klosterforst des ehemaligen Benediktinerinnenklosters im unterfränkischen Kitzingen.